# Lukas Sulaj Kloppenborg
Lukas Sulaj Kloppenborg (født 9. december 2001 i Holbæk) er en dansk-albansk cykelrytter, der kører for Holbæk Cykelsport.

## Karriere
Som 9-årig, i 2011, begyndte Kloppenborg at cykle hos Holbæk Cykle Ring, det nuværende Holbæk Cykelsport. Da han blev 1. års juniorytter skiftede han til talentholdet Uno-X Danish Junior Team. Det var selvom han på det tidspunkt havde kraftig astma og allergi, og var tilknyttet Bispebjerg Hospital, hvor de arbejdede på at finde en kombination af medicin der kunne afhjælpe Kloppenborgs problemer.
Efter to sæsoner hos UNO-X, skiftede han til Holbæk Cykelsports nye eliteteam Team Eiland Electric-Carl Ras. Men på grund af sygdom nåede han kun at stille til start i ét løb, og fra starten af 2021-sæsonen stillede han op i B-rækken for Holbæk. Efter en god sæson, og med en sejr i sæsonens sidste løb, sikrede han sig igen oprykning til den danske A-række. I januar 2022 kunne det offentliggøres at Lukas Kloppenborg fra 1. juli 2022 igen skulle iklæde sige Holbæk Cykelsports eliteteams blå trikot. Holdet havde siden 2020 skiftet navn til Restaurant Suri-Carl Ras, og var blevet et UCI kontinentalhold.

## Meritter
2023
1. plads  Albansk mester i landevejscykling
2025
1. plads  Albansk mester i landevejscykling